# Ізабель Патерсон
Ізабель Патерсон (англ. Isabel Paterson; 22 січня 1886, Мантулін, Онтаріо, Канада  — 10 січня 1961, Монтклер, Нью-Джерсі, США) — канадсько-американська журналістка, письменниця, політичний філософ та провідний літературний критик свого часу. Разом із Роуз Вайлдер Лейн і Айн Ренд вона є однією з трьох засновниць американського лібертаріанства.

## Життєпис
Ізабель Мері Баулер народилась 22 січня 1886 року в сім’ї Френсіса та Маргарет Баулерів в Канаді на острові Манітулін, віддаленому місці на озері Гурон, де в її батька була млин. Вона була однією з 9 дітей. Скоро після народження письменниці сімейний будинок Баулерів згорів через лісні пожежі. Баулери переїжджають до селища Ньюберрі в Мічигані. В Ньюберрі Ізабель навчилась читати. Коли письменниці було 6 років, Баулери переїхали з Ньюберрі до Юти. В Юті Ізабель пішла до школи, але побувши там один місяць, перестала туди ходити, заявивши, що вона знає стільки же, скільки і її вчитель.
Коли Ізабель виповнилось 8 років, Баулери переїхали до Північно-західної території, до місцевості, що потім увійде до складу провінції Альберта. Баулери жили на ранчо. Найближчим місто до ранчо Баулерів був Кардстон. У Віллоу-Крік Ізабель відвідувала школу, де вчителем був Еверард Едмондс, який пізніше став помітною фігурою в Альберті.
У 18 років Ізабель покидає батьківський дім, працює офіціанткою в Монтані, вивчає машинопис, працює стенографісткою. В 1905 році переїжджає до Калгарі, де працює в офісі юриста компанії Canadian Pacific Railway Річарда Беннета, який пізніше став прем’єр-міністром Канади. Крім того, Ізабель працювала в дочірній компанії Canadian Pacific Railway – Colonization Irrigation Company. В 1910 році Ізабель виходить заміж за Кеннета Патерсона, агента з нерухомості. Кеннет та Ізабель прожили разом лише кілька тижнів, і вже без нього вона в 1910 році переїжджає до Спокану у Вашингтоні.
У Спокані Патерсон працює секретарем видавця газети Inland Herald. Згодом Ізабель починає писати редакційні статті для цієї газети. Inland Herald проіснувала лише кілька місяців. Після припинення випуску газети Ізабель переїжджає до Ванкувера, де влаштовується працювати в газету Vancouver World. В цій газеті Ізабель спочатку пише редакційні статті, а пізніше в неї з’являється власна колонка. Пізніше Патерсон переходить працювати до іншої газети – Province.
В 1912 році Патерсон переїжджає до Нью-Йорку, щоб серйозно спробувати себе в літературі. В Нью-Йорку вона починає працювати у виданні New York World. Пізніше Ізабель працює у виданні New York American. Декілька місяців в 1914 та 1915 роках вона була членом редакційної колегії журналу Hearst Magazine. Потім вона працює редактором в компанії Fox Film News Reel.
Крім того, 5 листопада 1912 року вона здійснила свій перший політ на літаку, погодившись стати пасажиром демонстративного польоту над Стейтен-Айлендом, і встановила рекорд, піднявшись на висоту 5000 футів, вище, ніж будь-яка жінка до цього моменту.
В 1914 Патерсон починає надсилати свої романи видавникам, але без успіху. Лише в 1916 році видавництво John Lane Company опублікувало її другий роман «Тіньові вершники» (англ. The Shadow Riders). Її перший роман, «Гніздо сороки» (англ. The Magpie's Nest), був опублікований в 1917 році. Орієнтовно в цей час Ізабель переїжджає до Сан-Франциско, де жила до початку Першої світової війни, а потім повернулась до Нью-Йорку.
В 1920 році Патерсон живе в Коннектикуті, де працює секретарем в скульптора Ґатзона Борґлума, відомого висіченням голів президентів США на горі Рашмор. Пропрацювавши в Борґлума  2 роки, Ізабель повертається до Нью-Йорку. В 1922 році Ізабель знайомиться із журналістом та літературним критиком Бьортоном Раско, який працював New York Herald Tribune. Раско наймає Ізабель своїм секретарем.  В 1924 році відбувається злиття  New York Herald Tribune та Herald Tribune. Нові власники звільняють Раско, а Ізабель пропонують вести свою колонку.
Так починається зліт кар’єри Патерсон з Herald Tribune, де вона отримала власну колонку під назвою «Повороти з книжковою міллю» (англ. Turns with a Bookworm). Ця колонка публікувалася щотижня протягом 25 років. Вона надала Патерсон можливість стати відомою в кожному домі і вплинути на покоління індивідуалістів. «Повороти» були офіційно колонкою для літературних новин та оглядів книг, але вона стала майданчиком, через який Патерсон досліджувала теми, що її цікавили.
Протягом 1920-х років і в 1930 році публікуються три історичні романи Патерсон: «Співочий сезон» (англ. The Singing Season), «Четверта королева» (англ. The Fourth Queen) та «Дорога богів» (англ. The Road of the Gods), дія яких розгортається відповідно у, середньовічній Іспанії, Єлизаветинській Англії та стародавній Німеччині. В 1928 році Ізабель стає громадянкою США. На початку 1930-х років Патерсон дещо змінює своє амплуа з письменниці та літературного критика на політичного коментатора. Вона починає висловлюватись на такі теми, як податки, обов’язкова військова служба, війни, державне регулювання економіки та закони, що встановлюють злочини без жертв. У 1930-х роках Патерсон направляла хід дискусій молодих консерваторів, які пізно вечором залишалися в офісах Herald Tribune і допомагали складати колонку про книги. Однією з них була молода авторка на ім'я Айн Ренд. Патерсон пізніше використовувала свою колонку, щоб підтримувати творчість Ренд, і Ренд відплачувала тим, що рекомендувала книги Патерсон своїм власним знайомим. Жінки активно листувалися, сперечаючись щодо релігії і філософії, аж до того моменту, коли вони припинили спілкування після особливо сильної суперечки в 1948 році.
Під час Великої депресії Патерсон втратила 30 000 доларів, однак, в неї залишилась її колонка. Крім того, в 1933 та 1934 публікуються її романи «Ніколи не запитуй про мету» (англ. Never Ask the End) та «Золоте марнославство» (англ. The Golden Vanity)  відповідно. Ці романи мали великий літературний та комерційний успіх. В 1934 році Патерсон переїжджає з Нью-Йорку в Коннектикут. В 1940 році виходить автобіографічний роман Патерсон «Якщо буде гарна погода» (англ. If It Prove Fair Weather).
Після років дослідження політичних ідей у своїх колонках, есе, рецензіях та романах, у 1943 році Патерсон опублікувала свій найважливіший твір – «Бог машини» (англ. The God of the Machine). «Бог машини» являв собою оригінальну теорію політичного розвитку, що базується на застосуванні законів фізики до людських суспільств. Патерсон поєднувала принципи інженерії та фізики з історією людства: «У соціальній організації людина є динамо-машиною, що визначає її продуктивність. Уряд є кінцевим приладом і знеструмленим кінцем відносно енергії, яку він використовує.»«Бог Машини» була однією з чотирьох авторитетних творів, виданих у 1943 році, які спрямовані на підтримку ідеології лібертаріанства. Хоча її книга була відомішою, ніж «Спогади зайвої людини» (англ. Memoirs of a Superfluous Man)  Альберта Джей Нока, яка також була опублікована цього року, «Відкриття свободи»  (англ. The Discovery of Freedom) Роуз Вайлдер Лейн і особливо «Джерело» (англ. The Fountainhead) Айн Ренд були набагато популярнішими.«Бог Машини» не здобула комерційного успіху. Літературна спільнота розділилася у поглядах на її читабельність: одні називали її витвором геніальності, інші ж глузували з неї. Однак, для багатьох прихильників індивідуалізму ця книга стала потужною та революційною.
Коли була опублікована книга «Бог Машини», Патерсон жила в Коннектикуті, де вона залишалася до початку 1950-х років, коли переїхала до Принстону, Нью-Джерсі. Її все більш непопулярні політичні погляди змусили редакторів звільнити її з роботи в Herald Tribune у 1949 році, але завдяки інвестиціям Патерсон вдалося жити достатньо добре, не вдаючись до отримання соціальних виплат. Патерсон працювала над ще одним романом та час від часу посилала свої статті в різні видання, здебільшого в National Review. Вона продовжувала багато читати, займалась садівництвом та планувала написати автобіографію. 22 січня 1961 року, після нетривалої хвороби, Патерсон померла.

## Твори Патерсон
- «Тіньові вершники» (англ. The Shadow Riders; 1916; художня проза).
- «Гніздо сороки» (англ. The Magpie's Nest; 1917;художня проза).
- «Співочий сезон» (англ. The Singing Season; 1924; історичний роман).
- «Четверта королева» (англ. The Fourth Queen; 1926; історичний роман).
- «Дорога богів» (англ. The Road of the Gods; 1930; історичний роман).
- «Ніколи не запитуй про мету» (англ. Never Ask the End; 1933; роман).
- «Золоте марнославство» (англ. The Golden Vanity; 1934; роман).
- «Якщо буде гарна погода» (англ. If It Prove Fair Weather; 1940; автобіографічний роман).
- «Бог машини» (англ. The God of the Machine; 1943; нехудожня проза).

## Політичні погляди

### Індивідуальна свобода
Патерсон сформулювала філософію індивідуальної свободи мовою інженерії. Для неї ринок і соціальні інституції вільного суспільства були аналогічними складному механізму, який уряди коригують на свою біду. На переконання Патерсон, особиста свобода є передумовою вивільнення енергії. Приватна власність є індуктором, що ініціює потік енергії. Справжні гроші є лінією передачі, і сплата боргів становить половину електричного кола. Суспільство процвітає, якщо воно поважає приватну власність і федералізм, і таким чином має «систему довгої енергії».

### Расизм
Патерсон відкидала євгеніку та іншу псевдонауку як нонсенс  тому, що вони зосереджувались на такому верхоглядстві, як колір шкіри. Так звані «расові проблеми» на її думку були «виключно політичними проблемами». Обговорюючи письменників, вона зазвичай не звертала увагу на їх расу. Вона постійно засуджувала закони Джима Кроу як несправедливі та позбавлені правового підґрунтя. Відповідно до цих переконань, вона виступала проти призначення Рузвельтом Г'юго Блека суддею Верховного Суду США через минуле членство Блека у Ку-Клукс-Клані.
Водночас Патерсон розрізняла публічну та приватну поведінку. Приватна компанія, якій уряд надає право проходу або іншу субсидію, таким чином, виходить за межі приватності та стає «публічним підприємством». Така компанія, на думку Патерсон, зобов’язана обслуговувати всіх незалежно від кольору шкіри. Однак інші приватні підприємства, які не вийшли за рамки приватності, не мали такого зобов’язання. Отже, юридично і морально вони мають право відмовити будь-кому в обслуговуванні. В іншому випадку, на думку Патерсон, мало б місце «рабство» та «примусова праця незалежно від винагороди, премії чи доходу». Вона сподівалась, що в перспективі білі, навчені прикладами цивілізованих чорних та білих, які сприймають один одного як індивідів, побачать безглуздя свого ірраціонального расизму.

### Державне втручання в економіку
Ізабель Патерсон була прихильником абсолютного невтручання в економіку після Великої депресії. За словами дослідника і біографа Патерсон, Стівена Кокса, Патерсон бачила значну різницю між економічною депресією, яку вона пережила в 1890-х роках, і Великою депресією 1930-х років: втрату стійкості серед американців перед лицем труднощів, необхідних для відновлення стійкої економіки без урядового втручання. На її думку американці стали безтурботними і комфортними у своєму багатстві і вірили політикам, коли ті стверджували, що вони зможуть без особливих труднощів вирішити економічні проблеми, які в кінцевому рахунку призвели до Великої депресії.

### Опозиція до Нового курсу
Патерсон не погоджувалася з твердженнями про те, що Новий курс завдав удар по концентрації влади в приватних руках. Одного разу вона образилася на самого Франкліна Д. Рузвельта після того, як той жартома сказав на прес-конференції, що Патерсон вірила в монополію. Вона відповіла, що політика Рузвельта зробила більше для централізації влади в руках меншої кількості приватних осіб, ніж коли-небудь було б можливим у вільному ринковому середовищі. Переможцями під час Нового курсу стали «спадкоємці непродуктивних статків, одержувачі фіксованих платежів та вкладами, отримувачі грошей з бюджету... вважаючи, що ними керують інші принципи, деякі відкрито йшли за деякі відкрито йшли за нагородами».
В одній з найбільш відомих глав «Бога машини» - «Гуманітарій з гільйотиною», Патерсон сформулювала руйнівну критику Нового курсу. В цій главі вона звинувачує «добрих людей» у розповсюдженні більшості «зла в світі… і не випадково, через недогляд або упущення.» Гуманітарій відчуває найбільше задоволення, коли він відвідує або чує про країну, де кожен обмежений продуктовими картками. Як тільки він набуває повної державної влади, він «встановлює гільйотину» і стає «терористом в дії».

### Війна та зовнішня політика
Патерсон вважала, що передвоєнна зовнішня політика Рузвельта загрожувала свободі в США і живила безглузду воєнну лихоманку. Патерсон висловила свою думку у 1933 році, якраз напередодні запровадження Нового курсу. Її кредо було таким: «свобода або смерть, невтягування в іноземні справи, і найменш керована країна є найкращою країною. Її колонки продовжували розвивати ці теми протягом 1930-х років. Вона не бачила нічого, чого можна було б досягти від участі у безкінечних європейських війнах. Однак, втратити від такої участі, на її думку, можна було б багато. На її погляд, Рузвельт використовував обманливі приводи для впровадження Нового курсу, і зробив би те саме, щоб обманути американців і втягнути їх у війну.
Однак після нападу на Перл-Гарбор Патерсон підтримала військові зусилля США, хоч і небезумовно. Вона виступала проти призову на військову службу під час війни та підтримувала спроби розслідувати недостатні заходи Рузвельта щодо запобігання нападу на Перл-Гарбор. Засуджуючи «нищівне бомбардування» антигітлерівською коаліцією як безперспективне вбивство, Патерсон спеціально звернулася до Уїттакера Чемберса, тодішнього книжного редактора в журналі Time. Вона безуспішно закликала його підняти питання щодо цих бомбардувань. Патерсон також підкреслювала брудне минуле воєнного союзника Рузвельта, Йосипа Сталіна. Коли Трумен наказав скинути атомну бомбу, вона засудила його за використання науки «для смаження японських дітей в атомній радіації». На думку Патерсон, їх смерть навіть не мала практичної цінності через майже миттєву капітуляцію Японії, як тільки американські війська висадилися в країні.